# Зељвјанка
Зељвјанка (блр. Зэльвянка; рус. Зельвянка) белоруска је река и лева притока реке Њемен (део басена Балтичког мора). Највећим делом тече преко подручја Гродњенске области.
Извире десетак километара источно од вароши Поразава у Свислачком рејону Гродњенске области и даље тече преко територија Вавкавског, Пружанског (Брестска област), Зељванског и Мастовског рејона. Улива се у реку Њемен као лева притока у граду Масти. Највеће притоке су Шчиба, Ружанка, Акавка и Сасва.
Укупна дужина водотока је 170 km, а површина сливног подручја око 1.940 km². Просечан проток у зони ушћа је око 11 m³/s. Обала је доста ниска и замочварена, ширине између 500 м и 3,5 km. У горњем делу тека дуж њене обале налази се простране мочваре Багна Схеда и Журавлинаје.
Под ледом је од средине децембра до краја марта када наступа период највишег водостаја.
Риболов је развијен у доњем делу тока, а природну популацију овде чине видре и ондатри. Пре обимних мелиоративних радова дуж целог корита Зељвјанке обитавале су бројне колоније даброва и речних ракова.
Највећа насеља која леже на њеним облама су град Масти и варошице Зељва.